# Buscate
Buscate – miejscowość i gmina we Włoszech, w regionie Lombardia, w prowincji Mediolan.
Według danych na rok 2004 gminę zamieszkiwało 4196 osób, 599,4 os./km².